# Бургунка
Бургунка (укр. Бургунка) — село в Тягинской сельской общине Бериславского района Херсонской области Украины.
Почтовый индекс — 74334. Телефонный код — 5546. Код КОАТУУ — 6520680201.

## Население
Население по переписи 2001 года составляло 1159 человек.

### Языковой состав
Родной язык населения по данным переписи 2001 года:
| Язык       | Численность, чел. | Доля     |
| ---------- | ----------------- | -------- |
| Украинский | 1 058             | 91,29 %  |
| Русский    | 88                | 7,59 %   |
| Другое     | 13                | 1,12 %   |
| Итого      | 1 159             | 100,00 % |

## Местный совет
74334, Херсонская обл., Бериславский р-н, с. Бургунка, ул. Октябрьская, 13